# Clistax
Clistax, biljni rod iz porodice primogovki smješten u tribus Justicieae, dio potporodice Acanthoideae. U rodu Clistax postoje samo tri vrste, sve endemične za Brazil. 

## Opis
Opisasn je u Nova Genera et Species Plantarum ... 3: 26. 1829. Posljednja otkrivena vrsta opisana je 2013. Usporedba s prethodno opisanim svojtama u rodu C. brasiliensis Mart. i C. speciosus Nees otkriva različite karakteristike od prvih, kao što su dimorfne brakteole (prednje duguljasto lancetaste i stražnje lancetaste) i crveni vjenčić, pored izvanrednog epifitskog habitusa. 

## Vrste
1. Clistax bahiensis Profice & Leitman
2. Clistax brasiliensis Mart.
3. Clistax speciosus Nees